# Clete Boyer
Pour les articles homonymes, voir Boyer.
Cletis Leroy « Clete » Boyer  (né le 9 février 1937 à Cassville, Missouri, États-Unis et mort le 4 juin 2007 à Atlanta, Géorgie, États-Unis) était un joueur américain de la Ligue majeure de baseball. 
Ce joueur de troisième but évolua pour les Athletics de Kansas City (1955-1957), les Yankees de New York (1959-1966) puis les Braves d'Atlanta (1967-1971). 
En 16 saisons en MLB, il frappa 162 coups de circuit pour 1 725 matchs joués avec une moyenne au bâton de .242.
Avec les Yankees, Boyer participa à cinq Séries mondiales de 1960 à 1964, savourant le titre en 1961 et 1962. En 1969 avec les Braves, il remporte le Gant doré du meilleur joueur de troisième but défensif de la Ligue nationale.
Après cette carrière américaine, il joua quatre saisons en Ligue centrale du Japon avec les Taiyo Whales.
Ses frères aînés Cloyd Boyer (né en 1927) et Ken Boyer (né en 1931) sont aussi d'anciens joueurs de baseball.